# Hey, hey Sprinklie
Hey, hey Sprinklie is een Nederlandstalige single van de Belgische zangeres Silvy Melody uit 1991.
Het tweede nummer op de single was een Franstalige versie van het lied.

## Meewerkende artiesten
- Producer: 
  - Eric Melaerts
- Muzikanten:
  - Silvy De Bie (zang)